# Capricórnio Um
Capricórnio Um (do original em inglês: Capricorn One) é um filme norte-americano de 1978 do gênero suspense dirigido Peter Hyams. O filme fala sobre uma fictícia conspiração que envolve uma farsa sobre um pouso espacial feito pela NASA em Marte. 
O longa foi produzido pela ITC Entertainment e foi estrelado por Elliott Gould, James Brolin, Sam Waterston e O.J. Simpson, com os três últimos nos papéis dos astronautas. Foi distribuído pela Warner Bros. Pictures nos Estados Unidos e pela extinta Brascontinental no Brasil.

## Enredo
Em meio à corrida espacial durante a Guerra Fria os americanos tentam o lançamento de um foguete tripulado rumo ao planeta Marte e lançam a missão Capricórnio Um. No dia da decolagem da espaçonave a tripulação da Capricórnio Um Charles Brubaker, Peter Willis e John Walker é removida sumariamente do veículo e levada para uma base abandonada no deserto; o lançamento da nave prossegue dentro do prazo, mas sem os astronautas, enquanto o público que assistia sua decolagem não percebe que a espaçonave está vazia. Na base, os astronautas são informados pelo oficial da NASA James Kelloway que o governo dos Estados Unidos não teria investido o suficiente para fornecer um veículo mais seguro aos tripulantes e que a nave iria explodir no ar matando os três cosmonautas; eles são orientados a ajudar a falsificar uma filmagem para a televisão simulando o voo e o pouso em Marte. Inicialmente eles se recusam, mas Kelloway ameaça suas famílias se eles não cooperarem.
Os astronautas permanecem em cativeiro durante meses enquanto o tempo da missão decorre, eles são filmados pousando em Marte dentro de um estúdio localizado na própria base. A conspiração é conhecida apenas por alguns oficiais até que o técnico de alerta Elliot Whitter percebe que o controle de solo está recebendo as transmissões de televisão da tripulação mais rápido que a própria telemetria da espaçonave. Whitter relata suas preocupações a seus supervisores, incluindo Kelloway, mas é informado falsamente que isso se deve a uma estação de trabalho defeituosa. Ele desaparece misteriosamente antes de terminar de compartilhar suas preocupações com o seu amigo jornalista Robert Caulfield. Após o desaparecimento de Whitter, Caulfield descobre que todas as evidências da vida dele também foram apagadas e Robert começa a investigar a missão, sobrevivendo a vários atentados contra sua vida no processo.
Ao retornar à Terra, a espaçonave vazia explode devido a um defeito no escudo térmico durante a reentrada; como James previu, os astronautas teriam morrido devido ao seu mau funcionamento acarretado pela falta de verbas do governo. Os astronautas são retirados da base depois de meses confinados e embarcam em um avião a caminho da localização da queda do foguete previamente planejada para que a tripulação secretamente fosse colocada de volta na espaçonave e assim "retornar" à Terra, mas no meio da viagem o avião dá meia volta e retorna para a base. Os astronautas são ordenados a aguardarem em uma sala e rapidamente percebem que algo deu errado com o processo de reentrada e que os funcionários nunca podem liberá-los, porque isso iria expor a farsa ao mundo, uma vez que eles agora são dados como mortos. Eles conseguem escapar da sala desparafusando a porta trancada e fogem em um jato, que fica sem combustível algum tempo depois da decolagem. Forçados a aterrissarem, os três homens estão perdidos no meio de um deserto. Percebendo que as chances de expor a verdade estão aumentando uma vez que estão livres os astronautas decidem se separar, rumando cada um em três direções diferentes.
Kelloway envia dois helicópteros para procurá-los; Willis e Walker são encontrados primeiro (seus destinos não são revelados no filme), enquanto Brubaker foge de ser capturado se escondendo em uma caverna de um cânion; após esperar os helicópteros irem embora, Brubaker encontra um posto de gasolina abandonado. Enquanto isso, a investigação de Caulfield o leva a questionar a esposa de Brubaker depois de rever uma conversa entre os astronautas e suas cônjuges que foi ao ar na televisão ao vivo, onde Brubaker mencionou as férias anteriores da família em Yosemite que pareceu confundir Kay Brubaker na hora da transmissão. Ela diz a Caulfield que as férias que Brubaker havia dito foram na verdade em uma cidade chamada Flat Rock, onde um filme estava sendo rodado. Naquelas férias, Charles Brubaker dissera à esposa que, com efeitos especiais e magia cinematográfica suficientes, tudo poderia poderia parecer real. Robert Caulfield percebe que aquela mensagem dita por Charles na transmissão poderia servir como uma "indireta" para sua esposa de que a missão não era o que parecia ser. Quando Robert começa a aprofundar mais suas investigações ele é preso por agentes federais que encontram um pouco de cocaína em seu apartamento, que foi posta ali por outra pessoa para prender o repórter. Caulfield é liberado depois que seu chefe paga sua fiança, mas é demitido de seu emprego.
Outra repórter do jornal onde Caulfield trabalhava lhe conta sobre a base militar e ele resolve ir até lá, achando-a abandonada. Olhando em volta, ele encontra um colar dado a Brubaker por sua esposa e conclui que os astronautas estavam ali. Com a ajuda do piloto Albain, ele procura os astronautas pelo deserto e acha Brubaker no posto de gasolina abandonado mas cercado pelos helicópteros da NASA. Charles é resgatado por Caulfield e Albain antes dos agentes da NASA o capturarem, mas eles são perseguidos pelos helicópteros no deserto; após algum tempo, os helicópteros se chocam contra a parede de um dos cânions do deserto depois que Albain os cega com spray de colheita de seu avião.
Após escaparem, Caulfield e Brubaker vão até o funeral em memória dos astronautas; Charles Brubaker é visto pelas pessoas, inclusive por sua esposa Kay e pelo oficial James Kelloway, expondo a conspiração.

## Elenco
- Elliott Gould como Robert Caulfield
- James Brolin como Coronel da USAF Charles Brubaker
- Sam Waterston como Tenente-Coronel da USAF Peter Willis
- O.J. Simpson como Comandante da USAF John Walker
- Hal Holbrook como Oficial da NASA James Kelloway
- Brenda Vaccaro como Kay Brubaker
- Karen Black como Judy Drinkwater
- David Doyle como Walter Loughlin
- Robert Walden como Elliot Whitter
- Telly Savalas como piloto Albain
- David Huddleston como congressista Hollis Peaker
- Lee Bryant como Sharon Willis
- Denise Nicholas como Betty Walker
- James Sikking como um dos operadores da sala de controle da NASA

## Produção
Peter Hyams começou a pensar em um filme sobre teoria da conspiração enquanto trabalhava nas transmissões televisivas das missões Apollo para o canal americano CBS. Mais tarde, ele refletiu sobre o pouso na Apollo 11: "Houve um evento de enorme importância que quase não teve testemunhas. E a única verificação que temos veio de uma câmera de TV."
Mais tarde ele elaborou:
Sempre que havia algo nas notícias sobre um ônibus espacial eles cortavam para um estúdio em St. Louis, onde havia uma simulação do que estava acontecendo. Eu cresci na geração em que meus pais acreditavam basicamente que, se fosse no jornal, era verdade. Isso acabou sendo besteira. Minha geração foi criada para acreditar que a televisão era verdade, e isso também era besteira. Então eu estava assistindo a essas simulações e me perguntei o que aconteceria se alguém falsificasse uma história inteira.
Hyams se tornou um escritor e diretor de televisão de sucesso e começou a escrever o roteiro de Capricórnio Um em meados da década de 1970. O fracasso de Peeper prejudicou sua carreira, mas Hyams e seu amigo produtor Paul Lazarus, conseguiram o apoio de Lew Grade, chefe da produtora ITC Entertainment, que concordou com um orçamento de US$ 4,8 milhões. O escândalo de Watergate ocorrido do início até meados da década de 1970 também ajudou a premissa do filme se tornar mais plausível.
Para ficar dentro do orçamento a cooperação da NASA era necessária. Lazarus já havia conseguido uma experiência depois de ser um dos produtores de Futureworld em 1976. Os cineastas conseguiram, assim, obter diversos equipamentos governamentais espaciais apesar do retrato negativo que a agência espacial americana teria no filme, incluindo um protótipo do módulo lunar.

## Lançamento
O filme foi originalmente programado para estrear nos Estados Unidos em fevereiro de 1978, mas as boas exibições testes de Superman fizeram com que sua estreia fosse adiada para para junho. Capricorn One se tornou o filme independente mais bem sucedido daquele ano.

### Recepção
O crítico do AllMovie, Donald Guarisco, escreveu: "Este esforço agradável de alto conceito é um dos filmes mais bem realizados de Peter Hyams. A premissa da teoria da conspiração requer uma grande suspensão da descrença, mas a Hyams faz valer a pena para aqueles dispostos a dar esse salto."
Por outro lado, Vincent Canby, do The New York Times, classificou o filme como "um melodrama de suspense estilisticamente falido e caro", ao mesmo tempo em que descreveu grande parte de seu roteiro como uma "matéria humorística sem graça".
O filme possui 61% de aprovação no site agregador Rotten Tomatoes sendo classificado como "fresco".

## Outras adaptações
Duas novelizações do filme foram escritas e publicadas por autores distintos. O primeiro foi escrito por Ken Follett (sob o pseudônimo de Bernard L. Ross) e publicado no Reino Unido; o outro foi escrito por Ron Goulart e publicado nos Estados Unidos.
A versão de Ken Follett é notável por dar a Robert Caulfield mais destaque do que o personagem teve no filme, tendo inclusive um relacionamento com a sua colega de trabalho Judy Drinkwater, que no filme repudia todas as suas cantadas. No livro, a história dos astronautas salva sua carreira e Caulfield recupera seu emprego na CBS, enquanto que no filme isso se torna implícito.
As cenas do falso pouso em Marte do filme foram usadas para fins ilustrativos em vários documentários de conspiração de farsas envolvendo a chegada do homem na Lua, sendo utilizadas com destaque no programa de TV Conspiracy Theory: Did We Land On The Moon da Fox americana e no filme A Funny Thing Happened on the Way to the Moon do diretor Bart Sibrel em 2001; a capa do DVD deste último também apresenta uma foto da cena do estúdio onde a farsa foi gravada, assim como no cartaz de Capricórnio Um.